# Привододільний (заказник)
Привододі́льний заказник — лісовий заказник місцевого значення в Україні. Розташований у межах Воловецького району Запарпатської області, на північ і схід від сіл Розтока і Буковець. 
Площа 722 га. Статус надано згідно з рішенням облради від 16.11.2012 року № 553. Перебуває у віданні ДП «Воловецьке ЛГ» (Пашківське лісництво, кв. 1, 2, 3, 4, 17). 
Статус надано з метою збереження частини лісового масиву на південно-західних схилах Вододільного хребта. На висоті 940—1180 м. над р. м. зростають букові, буково-яворові та буково-ялинові ліси, а також рідкісні та зникаючі види рослин, занесені до Червоної книги України.